# Atletismo nos Jogos Olímpicos de Verão de 2012 - 5000 m masculino
A competição dos 5000 metros masculino nos Jogos Olímpicos de Verão de 2012 aconteceu nos dias 8 e 11 de agosto no Estádio Olímpico de Londres.
Vencedor da prova dos 10000 metros, Mo Farah conquistou sua segunda medalha de ouro nesses Jogos com o tempo de 13m41s66.

## Calendário
Horário local (UTC+1).
| Data         | Horário | Fase            |
| ------------ | ------- | --------------- |
| 8 de agosto  | 10:45   | Primeira rodada |
| 11 de agosto | 19:30   | Final           |

## Medalhistas
| Ouro   | GBR Mo Farah          |
| Prata  | ETH Dejen Gebremeskel |
| Bronze | KEN Thomas Longosiwa  |

## Recordes
Antes desta competição, os recordes mundiais e olímpicos da prova eram os seguintes:
| Tipo | Atleta          | Tempo    | Local   | Data                 |
| ---- | --------------- | -------- | ------- | -------------------- |
|      | Kenenisa Bekele | 12:37.35 | Hengelo | 31 de maio de 2004   |
|      | Kenenisa Bekele | 12:57.82 | Pequim  | 23 de agosto de 2008 |

## Primeira fase

### Bateria 1
| Pos. | Nome                    | CON                | Tempo    | Notas                |
| ---- | ----------------------- | ------------------ | -------- | -------------------- |
| 1    | Hayle Ibrahimov         | AZE Azerbaijão     | 13:25.23 | Q                    |
| 2    | Isiah Kiplangat Koech   | KEN Quênia         | 13:25.64 | Q                    |
| 3    | Mo Farah                | GBR Grã-Bretanha   | 13:26.00 | Q                    |
| 4    | Lopez Lomong            | USA Estados Unidos | 13:26.16 | Q                    |
| 5    | Hagos Gebrhiwet         | ETH Etiópia        | 13:26.16 | Q                    |
| 6    | Edwin Cheruiyot Soi     | KEN Quênia         | 13:27.06 |                      |
| 7    | Arne Gabius             | GER Alemanha       | 13:28.01 |                      |
| 8    | Daniele Meucci          | ITA Itália         | 13:28.71 |                      |
| 9    | Moukheld Al-Outaibi     | KSA Arábia Saudita | 13:31.47 |                      |
| 10   | Bilisuma Shugi          | BRN Bahrein        | 13:31.84 |                      |
| 11   | Hassan Hirt             | FRA França         | 13:35.36 |                      |
| 12   | Yuki Sato               | JPN Japão          | 13:38.22 |                      |
| 13   | David McNeill           | AUS Austrália      | 13:45.88 |                      |
| 14   | Olivier Irabaruta       | BDI Burundi        | 13:46.25 |                      |
| 15   | Aziz Lahbabi            | MAR Marrocos       | 13:47.57 |                      |
| 16   | Amanuel Mesel           | ERI Eritreia       | 13:48.13 | Recorde da temporada |
| 17   | Collis Birmingham       | AUS Austrália      | 13:50.39 |                      |
| 18   | Serhiy Lebid            | UKR Ucrânia        | 13:53.15 |                      |
| 19   | Geofrey Kusuro          | UGA Uganda         | 13:59.74 | Recorde da temporada |
| 20   | Hussain Jamaan Alhamdah | KSA Arábia Saudita | 14:00.43 |                      |
| 21   | Rene Herrera            | PHI Filipinas      | 14:44.11 | Recorde pessoal      |
| −    | Teklemariam Medhin      | ERI Eritreia       | DNS      |                      |

### Bateria 2
| Pos. | Nome                      | CON                | Tempo    | Notas                |
| ---- | ------------------------- | ------------------ | -------- | -------------------- |
| 1    | Dejen Gebremeskel         | ETH Etiópia        | 13:15.15 | Q                    |
| 2    | Yenew Alamirew            | ETH Etiópia        | 13:15.39 | Q                    |
| 3    | Thomas Longosiwa          | KEN Quênia         | 13:15.41 | Q                    |
| 4    | Bernard Lagat             | USA Estados Unidos | 13:15.45 | Q                    |
| 5    | Abdalaati Iguider         | MAR Marrocos       | 13:15.49 | Q                    |
| 6    | Galen Rupp                | USA Estados Unidos | 13:17.56 | q                    |
| 7    | Moses Ndiema Kipsiro      | UGA Uganda         | 13:17.68 | q                    |
| 8    | Cameron Levins            | CAN Canadá         | 13:18.29 | q,                   |
| 9    | Juan Luis Barrios         | MEX México         | 13:21.01 | q                    |
| 10   | Mumin Gala                | DJI Djibuti        | 13:21.21 | q,                   |
| 11   | Abrar Osman Adem          | ERI Eritreia       | 13:24.40 |                      |
| 12   | Nick McCormick            | GBR Grã-Bretanha   | 13:25.70 |                      |
| 13   | Polat Kemboi Arıkan       | TUR Turquia        | 13:27.21 |                      |
| 14   | Rabah Aboud               | ALG Argélia        | 13:28.38 |                      |
| 15   | Abraham Kiplimo           | UGA Uganda         | 13:31.57 |                      |
| 16   | Craig Mottram             | AUS Austrália      | 13:40.24 |                      |
| 17   | Alistair Cragg            | IRL Irlanda        | 13:47.01 |                      |
| 18   | Soufiyan Bouqantar        | MAR Marrocos       | 13:47.63 |                      |
| 19   | Javier Carriqueo          | ARG Argentina      | 13:57.07 | Recorde da temporada |
| 20   | Abdullah Abdulaziz Aljoud | KSA Arábia Saudita | 14:11.12 |                      |
| 21   | Ruben Sança               | CPV Cabo Verde     | 14:35.19 |                      |

## Final

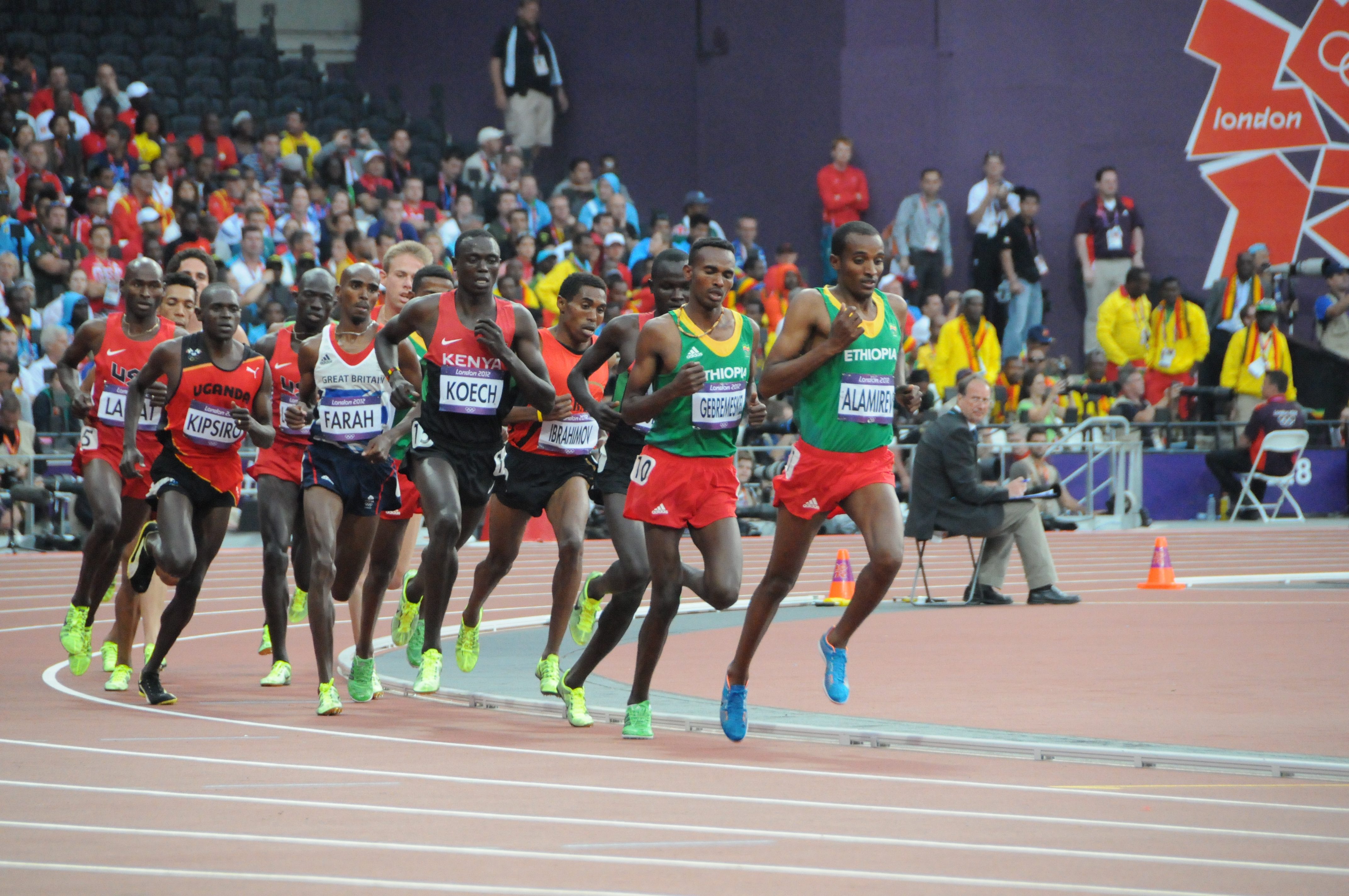
Atletas na disputa final dos 5000 metros.

| Pos.              | Nome                  | CON                | Tempo    | Notas |
| ----------------- | --------------------- | ------------------ | -------- | ----- |
| Medalha de ouro   | Mo Farah              | GBR Grã-Bretanha   | 13:41.66 |       |
| Medalha de prata  | Dejen Gebremeskel     | ETH Etiópia        | 13:41.98 |       |
| Medalha de bronze | Thomas Longosiwa      | KEN Quênia         | 13:42.36 |       |
| 4                 | Bernard Lagat         | USA Estados Unidos | 13:42.99 |       |
| 5                 | Isiah Kiplangat Koech | KEN Quênia         | 13:43.83 |       |
| 6                 | Abdalaati Iguider     | MAR Marrocos       | 13:44.19 |       |
| 7                 | Galen Rupp            | USA Estados Unidos | 13:45.04 |       |
| 8                 | Juan Luis Barrios     | MEX México         | 13:45.30 |       |
| 9                 | Hayle Ibrahimov       | AZE Azerbaijão     | 13:45.37 |       |
| 10                | Lopez Lomong          | USA Estados Unidos | 13:48.19 |       |
| 11                | Hagos Gebrhiwet       | ETH Etiópia        | 13:49.59 |       |
| 12                | Yenew Alamirew        | ETH Etiópia        | 13:49.68 |       |
| 13                | Mumin Gala            | DJI Djibuti        | 13:50.26 |       |
| 14                | Cameron Levins        | CAN Canadá         | 13:51.87 |       |
| 15                | Moses Ndiema Kipsiro  | UGA Uganda         | 13:52.25 |       |

Legenda
| Recorde mundial      | Recorde mundial (World record)               |                       | Recorde africano                      | Recorde africano (African) |                                           | Q | Classificado por posição (Qualified) |
| Recorde olímpico     | Recorde olímpico (Olympic record)            | Recorde da América    | Recorde da América (Americas)         | q                          | Classificado por melhor tempo (Qualified) |   |                                      |
| Melhor marca do ano  | Melhor marca do ano (World leading)          | Recorde asiático      | Recorde asiático (Asian)              | DNS                        | Não largou (Did not start)                |   |                                      |
| Recorde nacional     | Recorde nacional (National record)           | Recorde europeu       | Recorde europeu (European)            | DNF                        | Não terminou (Did not finish)             |   |                                      |
| Recorde pessoal      | Recorde pessoal do atleta (Personal best)    | Recorde da Oceania    | Recorde da Oceania (Oceania)          | DSQ / DQ                   | Desclassificado (Disqualified)            |   |                                      |
| Recorde da temporada | Recorde da temporada do atleta (Season best) | Recorde sul-americano | Recorde sul-americano (South America) | NM                         | Sem marca (No mark)                       |   |                                      |